# Мартиросян Саркіс Согомонович
Саркис Согомонович Мартиросян (нар. 21 вересня 1900 — 15 лютого 1984) — радянський воєначальник, Герой Радянського Союзу (1945), генерал-лейтенант (1945).

## Біографія
Народився 21 вересня 1900 в селі Матраса Бакинської губернії (нині Шемахінський район Азербайджану) в родині священика. Вірменин. Закінчив сільську школу і духовну семінарію.
У травні 1918 року вступив в 19-й робочий батальйон Червоної Гвардії Бакинської комуни, брав участь у боях з турками. Потім воював у складі повстанських і партизанських загонів. Служив в армії Вірменської республіки при дашнакскому уряді з липня 1919 по листопад 1920 року.
У Червону Армію вступив добровільно після заняття нею Вірменії в листопаді 1920 року. Служив навідником кулемета і командиром кулеметного взводу, брав участь у боях Громадянської війни у Вірменії. З червня 1922 служив у 2-му Вірменському стрілецькому полку 76-ї Вірменської стрілецької дивізії Окремої Кавказької армії: командир взводу, роти, начальник штабу полку. Закінчив кулеметне відділення повторних курсів комскладу при штабу Окремої Кавказької армії в Тбілісі в 1924 році, розвідувальне відділення цих же курсів у 1925 році, Курси удосконалення командного складу з розвідки в Москві в 1928 році.
У жовтні-листопаді 1930 брав участь у бойових діях при придушенні антирадянського повстання у Вірменії. З квітня 1931 — помічник начальника відділу та начальник 2-ї частини штабу 76-ї Вірменської стрілецької дивізії. З жовтня 1937 року — помічник начальника штабу 76-ї гірськострілецької дивізії імені К. Є. Ворошилова.
У липні 1938 заарештований і перебував у в'язниці НКВС під слідством, при цьому був звільнений з РСЧА. У червні 1939 року звільнений з в'язниці «за відсутністю складу злочину» і відновлений в РСЧА та призначений начальником оперативного відділення штабу 121-ї стрілецької дивізії в Білоруському військовому окрузі.
Брав участь у польському поході радянських військ до Західної Білорусі в вересні 1939 року. З березня 1941 року — начальник штабу 227-ї стрілецької дивізії Харківського військового округу.
На фронтах німецько-радянської війни підполковник С. С. Мартиросян в тій же посаді з червня 1941 року, воював на Південному фронті, в кінці липня 1941 виконував посаду командира дивізії. З вересня 1941 командував 340-ю стрілецькою дивізією в 50-й, 49-й і 38-й арміях на Брянському, Західному та Воронезькому фронтах. Брав участь в оборонних боях першого періоду війни в Західній Україні, в битві за Москву на Тульському напрямі, в літніх оборонних боях 1942 року. Відзначився в Острогожсько-Россошанській наступальній операції: з 12 по 19 січня 1943 його дивізія пройшла з боями понад 100 кілометрів на захід, звільнила сотні населених пунктів. Потім були знову оборонні бої під Харковом з березні 1943 року, Курська битва та Бєлгород-Харківська наступальна операція. Бійці дивізії звільняли міста Старий Оскол, Бєлгород, Харків, Тростянець, Охтирка, Гадяч. З вересня 1943 командував 50-м стрілецьким корпусом у складі Воронезького (з 20 жовтня перейменованого в 1-й Український фронт). На чолі цього корпусу брав участь у Київській наступальній, Житомирсько-Бердичевській, Корсунь-Шевченківській, Умансько-Ботошанській операціях. Під його командуванням корпус отримав почесні звання «Сумський» і «Київський».
У листопаді 1943 року генерал-майор С. С. Мартиросян став першим радянським військовим комендантом звільненого Києва. З квітня 1944 до кінця війни — командир 73-го стрілецького корпусу в 52-й армії на 2-му і 1-му Українському фронтах, відзначився в Яссько-Кишинівській, Вісло-Одерської, Нижньо-Сілезької, Берлінській і Празькій операціях.
73-й стрілецький корпус (52-га армія, 1-й Український фронт) під командуванням генерал-майора Мартиросяна С. С. відзначився в Сандомирско-Сілезької наступальної операції — складової частини Вісло-Одерської стратегічної операції. Перейшовши 12 січня 1945 в наступ, частини корпусу стрімко прорвали довготривалу оборону противника і розгорнули швидке настання до західного кордону Польщі. На цьому шляху корпус звільнив польські міста Хмільник (13 січня) і Велюнь (19 січня), 21 січня першим в армії увірвався на територію Німеччини, зайняв з боєм велике місто Йольс (Олесниця, 25 січня) і ще 15 невеликих німецьких містечок і багато інших населених пунктів. До 28 січня корпус підійшов до міста-фортеці Бреслау (нині Вроцлав, Польща).
29 травня 1945 генерал-майору Мартиросяну Саркіс Согомоновічу присвоєно звання Героя Радянського Союзу з врученням ордена Леніна і медалі «Золота Зірка» (№ 6068).
Після війни продовжував службу в Радянській Армії. У 1947 році закінчив Вищі академічні курси при академії імені К. Є. Ворошилова. З квітня 1947 року — командир 27-го стрілецького корпусу Прикарпатського військового округу. З лютого 1951 — помічник командувача 7-ю гвардійською армією Закавказького військового округу.
З квітня 1953 генерал-лейтенант Мартиросян С. С. у запасі. Жив у столиці Вірменської РСР місті Єревані. Помер 15 лютого 1984 року.

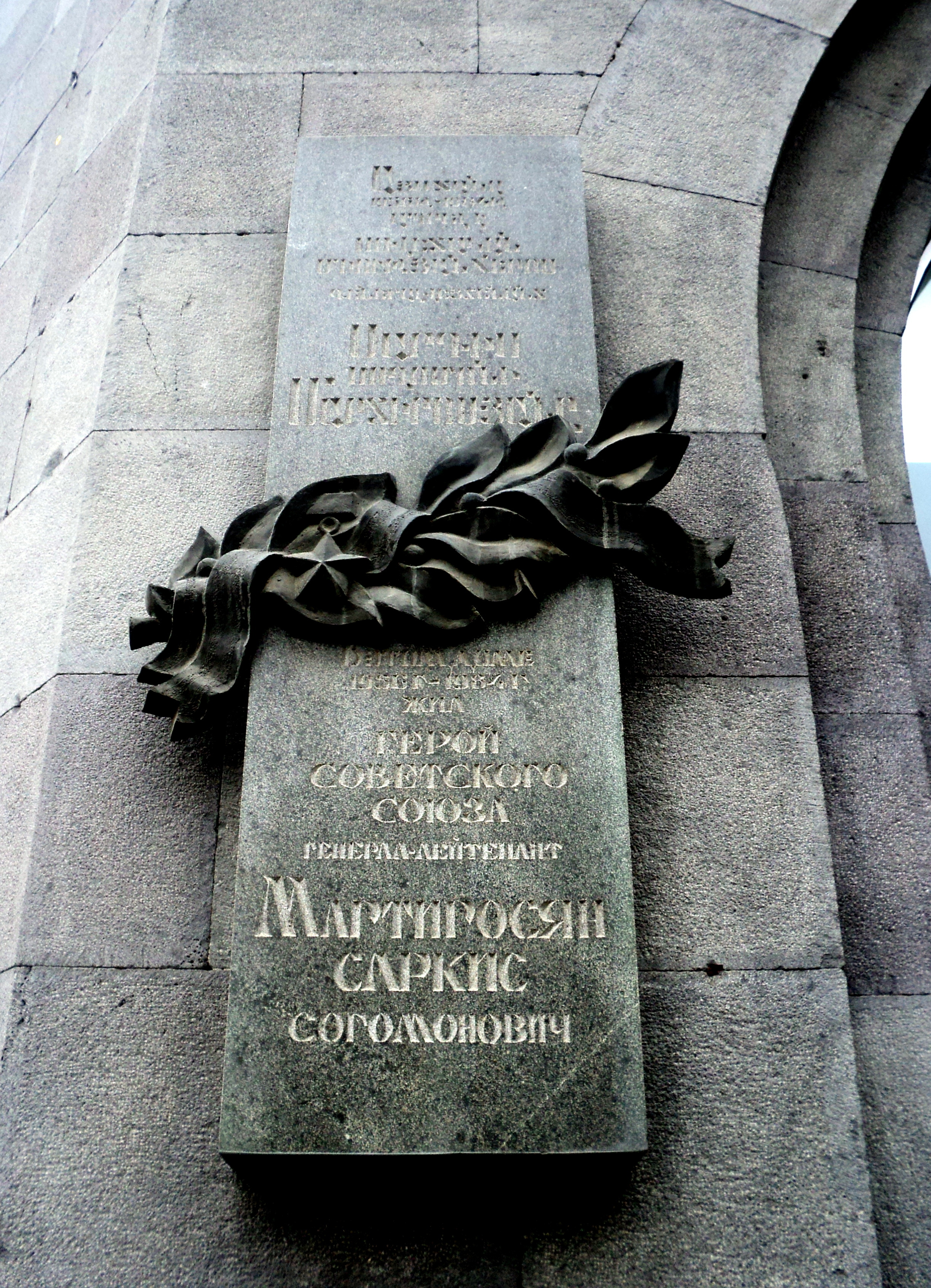
Меморіальна дошка в Єревані на будинку в якому проживав С.Мартиросян

Меморіальна дошка на вулиці Мартиросяна в Києві

## Почесні звання та вшанування пам'яті
Почесний громадянин міст Суми, Велюнь, Вроцлав, та Єреван.
У Єревані, на будівлі де останні роки жив Саркис Согомонович також встановлена меморіальна дошка.